# اتفاقية ميناب 1622
اتفاقية ميناب 1622 هي اتفاقية وقعت في 8 يناير 1622م. بين شركة الهند الشرقية الإنجليزية ويمثلها في إصفهان السير مونكس وإمام قلي خان أحد مساعدي عباس الأول شاه الدولة الصفوية. وتنص تلك المعاهدة على الاتفاق بين الطرفين لاحتلال هرمز وإخراج البرتغاليين منها، وإحلال الإنجليز محلهم. وقد تمنّع الإنجليز في البداية خوفًا من التداعيات الدولية وعدم الرغية في محاربة البرتغال المسيحيين لأجل المسلمين، إلا أنهم بالنهاية وافقوا بشروط محددة. وقد نجحت الحملة في اخراج البرتغاليين تدريجيا من الخليج، وبدأت الهيمنة الإنجليزية على الخليج والتي استمرت عدة قرون.

## البداية
استتبت أمور الشاه الصفوي عباس الأول مع الدولة العثمانية بعد انتصاره الحاسم عليها قرب تبريز سنة 1618م، وإبعاد كل خطر يتهدده منها. فتوجه جنوبًا فأخضع إقليم لار سنة 1621، فشعر بأنه في وضع يسمح له بطرد البرتغاليين من هرمز التي اعتبر وجودهم بها تهديدًا لهيبة بلاده ورخائها. وفي أواخر 1621 عرض الشاه طلبه باسم حاكم لار إمام قولي خان على البرتغاليين قائلا بأن جزيرة هرمز هي جزء من إقليم لار قبل وصول ألبوكيرك واحتلاله الجزيرة. فرد البرتغاليون بالرفض القاطع لطلب الشاه. فضرب حصارًا على قلعة جزيرة قشم، غير أن جيش الشاه وإن كان قويًا ولكن استيلاء على هرمز يتطلب قوة بحرية، ولما لم تكن تلك القوة موجودة عند الشاه، فقد سعى باللجوء إلى الإنجليز وشركتهم. وقد صادف في ذلك الوقت وصول أسطول من سفن شركة الهند الشرقية قادمًا من سورات نحو جاسك، وكان الخان في ميناب فطلب من قائد الأسطول الاشتراك في الهجوم على كل من قشم وهرمز بعد أن وعدهم بإغراءات كثيرة، ولكن في الوقت نفسه ألمح بأن رفضهم المساهمة سيخسرهم الامتيازات الممنوحة لهم. فوجد ممثلو الشركة أنفسهم في ورطة حقيقية لعدم رغبتهم بمحاربة البرتغاليين الأوربيين المسيحيين، ولكنهم لم يرغبوا في فقدان مصالحهم التجارية الاحتكارية المربحة من الحرير الفارسي التي كلف بناؤها الكثير من الوقت والجهد ولم تكتمل بعد. وقد ترددت الشركة في البداية، ولكنهم بالآخر وافقوا على الطلب، إلا أنهم حددوا شروطًا معينة مقابل طرد البرتغاليين من هرمز وتسليمها للدولة الصفوية:

## شروط الاتفاقية
كانت شروط الإنجليز للهجوم على هرمز هي كالتالي:
1. تقسيم غنائم هرمز بالتساوي بينهما.
2. تقسيم الرسوم الجمركية العائدة من مرور التجارة في هرمز بين الجانبين مستقبلًا.
3. تسليم هرمز لإيران وأن يقوم البريطانيون بتجارتهم فيها بدون رسوم جمركية إلى الأبد.
4. أن يختص البريطانيون بالأسرى المسيحيين، وأن يختص الفرس بالأسرى المسلمين والعرب.
5. أن يؤول الحصن الموجود في هرمز بكل مافيه من أسلحة وذخائر وعتاد إلى البريطانيين ويسمح بإقامة قلعة خاصة بهم.
6. أن تعفى التجارة البريطانية من الضرائب في ميناء بندر عباس القريب من هرمز.[4]
7. على الشاه عباس أن يدفع نصف نفقات السفن والمواد الغذائية وأجور الجنود الانكليز، بالإضافة فإن على الفرس توفير البارود.[5]

ولما عرضت الاتفاقية على الشاه عباس للمصادقة، أدخل فيها بعض التعديلات وأهمها كانت أن يحتل الإنجليز والفرس قاعدة هرمز معًا، وأن يكون الأسرى من الحكام البرتغاليون في قشم وهرمز بيد الفرس، وأن تعفى البضائع الفارسية من الجمارك في الموانئ الإنجليزية شأنها شأن البضائع الإنجليزية في الموانئ الفارسية.
وقع الاتفاق عن الإنجليز ممثل شركة الهند الشرقية الإنجليزية في إصفهان السير مونكس وإمام قلي خان أحد مساعدي الشاه عباس في 8 يناير 1622م. وعرفت باسم اتفاقية ميناب.